# Murray's Revenge
Albums par Murs & 9th Wonder
Murs 3:16: The 9th Edition
(2004) Sweet Lord
(2008)
Albums par Murs
The End of the Beginning
(2003) Murs for President
(2008)
Albums par 9th Wonder
Dream Merchant Vol. 1
(2005) The Dream Merchant Vol. 2
(2007)
Murray's Revenge est le deuxième album collaboratif de Murs et 9th Wonder, sorti le 21 mars 2006.
L'album s'est classé 4e au Top Heatseekers, 15e au Top Independent Albums, 70e au Top R&B/Hip-Hop Albums et 166e au Billboard 200.

## Liste des titres
| No  | Titre                               | Contient un (des) sample(s) de                                 | Durée |
| --- | ----------------------------------- | -------------------------------------------------------------- | ----- |
| 1.  | Murs Day                            | The Rainmaker Theme de The 5th Dimension                       | 1:54  |
| 2.  | Murray's Law                        | Go Out and Get Some (Get It Out 'Cha System) de Millie Jackson | 2:39  |
| 3.  | Silly Girl                          | Silly Wasn't I de Valerie Simpson                              | 3:46  |
| 4.  | Barbershop                          | Coming Down From Love de Bobby Caldwell                        | 4:28  |
| 5.  | Yesterday & Today                   | Yesterday I Lied, Today I Cried de William Bell                | 3:35  |
| 6.  | Dreamchaser                         | A Love That's Worth Having de Willie Hutch                     | 2:34  |
| 7.  | L.A.                                | Atlas des Mighty Diamonds                                      | 2:49  |
| 8.  | Love & Appreciate                   | Let Me Live in Your Life de Ben E. King                        | 3:12  |
| 9.  | D.S.W.G. (Dark Skinned White Girls) | I Feel So Good Again des Moments                               | 4:27  |
| 10. | Murray's Revenge                    | Nautilus de Bob James                                          | 2:42  |